# Улица Ореховатский путь
У́лица Орехова́тский Путь (до 2022 года — у́лица Генера́ла Роди́мцева) (укр. Вулиця Горіхуватський шлях) — улица в Голосеевском районе города Киева, исторической местности Голосеев. Пролегает от Голосеевской площади до конца застройки (исследовательские станции Национального университета биоресурсов и природопользования Украины).
Примыкают улицы Блакитного, Героев Обороны и Полковника Затевахина.

## История
Улица возникла в 1-й половине XX века под названием Голосеевский Путь, название было официально утверждено в 1955 году. 
В 1977 году часть улицы Голосеевский Путь (от улицы Максима Рыльского до улицы Полковника Затевахина) была выделана в отдельную улицу под названием улица Генерала Родимцева — в честь генерала Александра Родимцева, командира 5-й воздушно-десантной бригады, которая отличилась при обороне Киева в 1941 году. В 1978 году остальная часть Голосеевского пути была присоединена к улице Генерала Родимцева.
В процессе дерусификации городских объектов, 27 октября 2022 года улица получила современное название — в честь реки Ореховатка.

## Памятники и мемориальные доски
- зд. № 13 — памятный знак участникам обороны Киева в 1941 году. Установлен на месте боев между советской и германской армиями.

## Учреждения и заведения
- Институт животноводства и водных биоресурсов (зд. № 19, корп. 1)
- Институт лесного и садово-паркового хозяйства НУБИП (зд. № 19, корп. 1)
- Украинский институт экспертизы сортов растений (зд. № 15)
- Ботанический сад Национального университета биоресурсов и природопользования Украины (зд. № 2)
- Общежития Национального университета биоресурсов и природопользования Украины № 1, 10, 11, 12 (зд. № 3, 7-А, 7-Б, 1-А)
- Отделение связи № 41 (зд. № 11)